# Zinovi Rojestvenschi
Viceamiralul Zinovi Rojestvenschi (în rusă Зиновий Петрович Рожественский; n. 11 noiembrie 1848– d. 14 ianuarie 1909 a fost un viceamiral rus al Marinei Imperiale Ruse. El a comandat Escadra a Doua Pacifică în Bătălia din strâmtoarea Tsushima din Războiul Ruso-Japonez